# 41. пешадијска дивизија (Немачка)
Ова јединица формирана је током јесени 1943. у Грчкој у оквиру Групе армија Е као 41. тврђавска дивизија, састава:
- 965. тврђавски пешадијски пук
- 919. пук обалске артиљерије
- 309 дивизион флакова
- 1. чета 659. инжињеријског батаљона.

Ознака "тврђавска" означава формацију оспособљену за одбрамбене задатке, која се међутим услед недостатка опреме или људства не сматра способном за офанзивна дејства.
Њен први командант генерал-лајтнант Адолф Штраус погинуо је у борби са грчким покретом отпора 27. априла 1944.
41. тврђавска дивизија потчињена је штабу 22. армијског корпуса, у чијем саставу је прошла пробој кроз Македонију, Санџак и источну Босну. Крајем новембра, услед кризе немачке одбране у Панонској низији, убрзаним мраш-пробојем пребачена је у Славонију и Срем, где су се њени предњи делови појавили око 10. децембра 1944.. Дивизија је ту одиграла значајну улогу у заустављању децембарске офанзиве НОВЈ и Црвене армије на Сремском фронту.
У јануару 1945. у Славонском Броду дивизија је попуњена људством и опремом и преформирана у 41. пешадијску дивизију Вермахта и учествовала у борбама у Славонији. У марту 1945. преузела је носећу улогу у првој линији одбране Сремског фронта. Приликом пробоја Сремског фронта априла 1945. претрпела је тешке губитке. У саставу Групе армија Е положила је оружје пред Југословенском армијом у Словенији маја 1945..